# 후미에

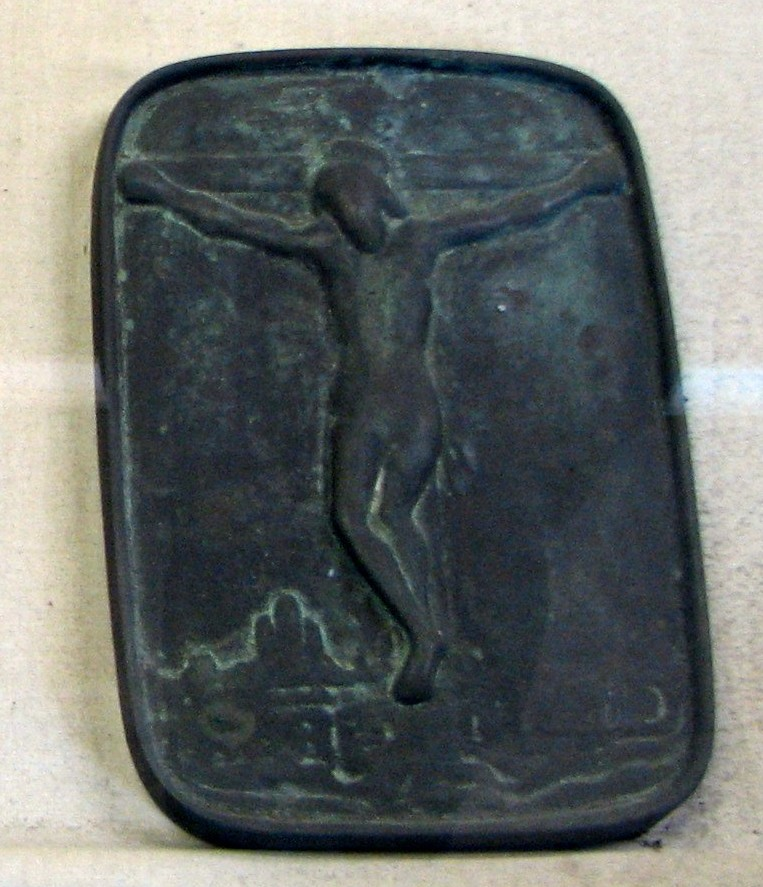
예수 그리스도가 새겨진 후미에

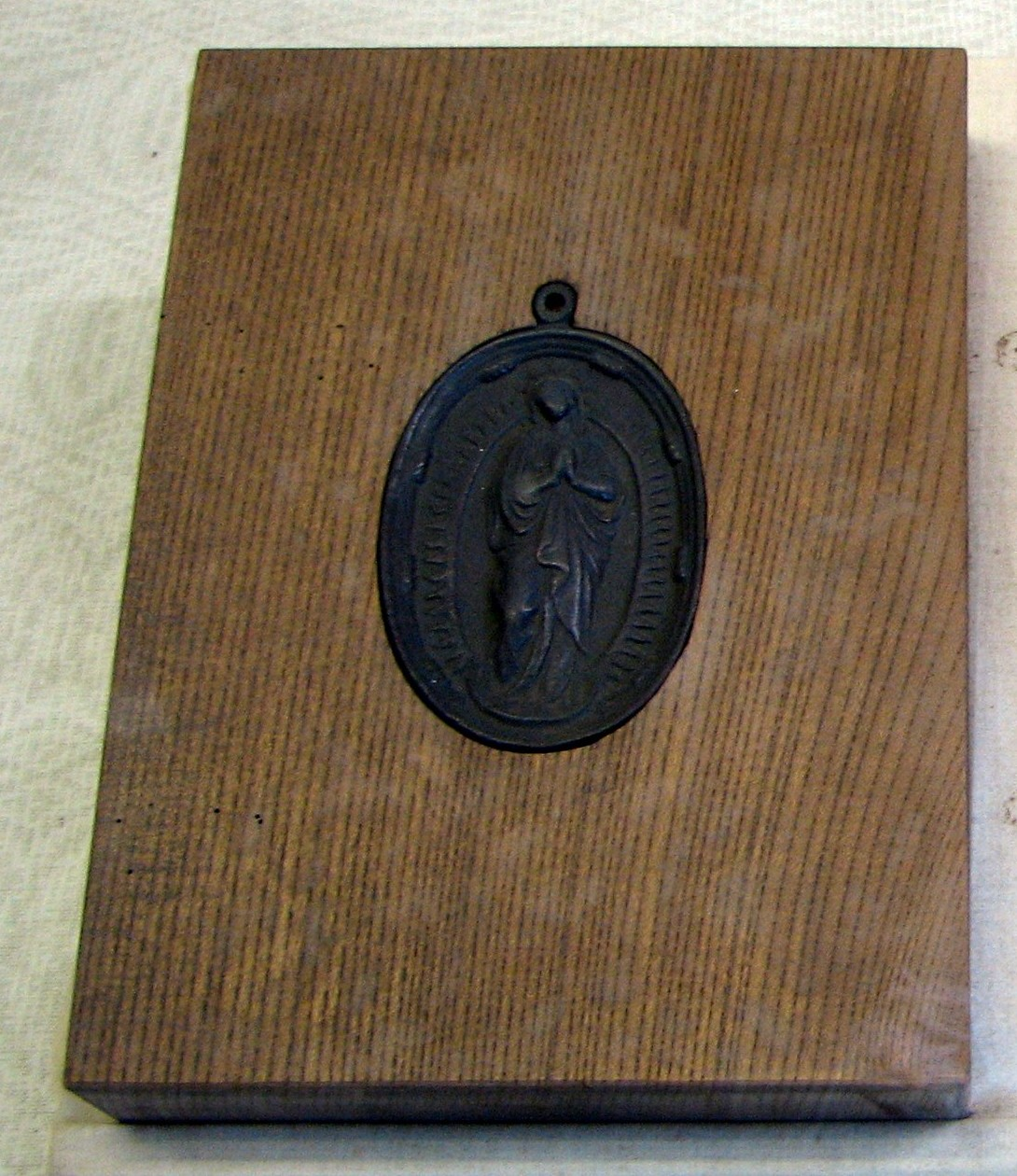
성모 마리아가 새겨진 후미에

후미에(일본어: 踏み絵)란 일본의 에도 시대에 에도 막부가 금지령을 내렸던 기독교 신자(기리시탄이라고 함)을 색출해내기 위해 사용했던 방법 또는 거기에 사용했던 목조판 또는 금속제의 판을 말한다.

## 역사
에도 막부에서는 십자가에 못박혀서 매달린 예수나 성모 마리아가 새겨진 목재 또는 금속 성화상을 기독교 신자로 의심되는 사람에게 밟고 지나가게 하여, 예수나 성모 마리아에 대한 신심때문에 동요하는 기색을 보이거나 밟지 않으면 기독교 신자로 간주하여 체포하였다. 1612년 에도 막부 초대 쇼군인 도쿠가와 이에야스의 기리시탄 금지령이 공포되었고, 1619년 2대 도쿠가와 히데타다에 의하여 고사츠(법령을 민간에 널리 알리기 위해 설치한 게시판) 설치 등 거듭되는 기독교 탄압 정책의 맥락에서 1629년 도입되었다. 1856년 나가사키 및 시모다의 개항지에서는 폐지되었으나, 1873년 메이지 정부가 고사츠 철거를 지시할 때까지 기독교 탄압은 계속 이어졌다.

## 관련 상식
- 기고(季語; 하이쿠를 지을 때 반드시 포함하는 계절을 상징하는 단어)는 봄이다.
- 현대에 어떤 결정 사항에 몰래 반대한 사람을 색출해 내기 위한 방법을 후미에라고 부르기도 한다.

## 같이 보기
- 아우토다페